# Tillandsia belloensis
Tillandsia belloensis là một loài thuộc chi Tillandsia. Đây là loài bản địa của México.